# Chronologie de la vie de Hyacinthe Rigaud
La Chronologie de la vie de Hyacinthe Rigaud est une chronologie exposant les différentes dates charnières de la carrière et de la vie de Hyacinthe Rigaud, résumant son parcours d'après différentes sources dont les « Procès-verbaux de l’Académie royale de peinture et de sculpture (1648-1793) publiés par Anatole de Montaiglon d’après les registres originaux conservés à l’École des beaux-arts de Paris », B.S.H.A.F., Paris, J. Baur, 1875-1892. 

## Années 1640

### 1647
- 13 mars : Mariage de Maties Rigau et de Thérèse Faget.

## Années 1650

### 1655
- 20 décembre : Mariage de Maties Rigau et de Maria Serra.

### 1659
- 18 juillet : naissance à Perpignan, au no 4 de la rue Porte d’Assaut, de « Hiacinto, Francisco, Honorat, Matias, Pere-Martir, Joan Rigau » dit Hyacinthe Rigaud.
- 20 juillet : baptême en la cathédrale Saint-Jean de Perpignan en présence de deux parrains, Andreu Langlet et la Señora Roza Cazals : « Vui als vint de juliol mil sis cents cinquante nou, jo Joseph Morat domer [hebdomadier] de Sant Joan de Perpigna, fai fe com he batejat segon rito de santa mare Iglesia a Hyacintho, Francisco, Honorat, Matias, Pere, Martir, Andreu, Joan, fill de Matias Rigau (y Ros) y de Maria, conjuges. Foren padrins Musur Andreu Langlet y la Señora Roza Cazals ».

## Années 1660

### 1661
- 1er juin : naissance de Gaspard Rigaud, frère de Hyacinthe.

### 1669
- Mort de Mathias, Maties Rigau, père de Hyacinthe et de Gaspard.

### v.1669-70
- Apprentissage supposé à Perpignan chez le peintre catalan, Antoine Guerra Major (1634-1705).

## Années 1670

### 1671
- Contrat d’apprentissage de Rigaud chez le doreur carcassonnais Pierre Chypolt[1].

### 1672
- Remariage de Maria Serra avec Gaspar Geli, négociant de Perpignan.

### 1673
- 10 novembre : Contrat d'apprentissage pour 4 ans de Hyacinthe Rigaud chez le peintre Paul Pezet à Montpellier[2].

### 1674
- 18 janvier : Contrat d’apprentissage de Gaspard Rigaud au métier de cordier, passé entre Maria Rigaud (Maria Serra) et Pau Casellas, fumista perpiniani[3].
- Naissance du peintre Jean Ranc.

### 1677
- 18 mai : Résiliation du contrat d'apprentissage de Hyacinthe Rigaud chez Paul Pezet (1622-1707)[4].

### 1678
- 28 mai : Contrat d'apprentissage pour 4 ans de Gaspard Rigaud chez Antoine Ranc. Hyacinthe Rigaud est l'un des témoins[5].
- Départ probable de Hyacinthe Rigaud pour Lyon avec Henri Verdier, autre élève d’Antoine Ranc ; Rigaud se lie avec les graveurs Audran, notamment Claude II et Girard I qui collaborent avec Charles Le Brun, et rencontre Raymond Lafage à qui il empruntera le thème de son prix de Rome.

### 1679
- 13 juin : Mariage de Claire Rigaud, sœur de l’artiste et du sieur Lafita.

## Années 1680

### 1681
- Rigaud s’établit à Paris en compagnie de Pierre Drevet. Charles Le Brun est son maître à l’Académie avec Charles de La Fosse. Premiers portraits à Lyon.

### 1682
- 4 avril : « Cejourd’huy l’Académie […] a jugé que ceux qui devoient dessigner pour les Prix, conformément à la délibération du 28 février dernier, étoient les nommés Antoine Dieu, Jérémie de Lutel, Peintres, Carton, Peintre, Nicolas Co[u]stou, Sculpteur ; Gabriel Duvernay, Peintre, Jachynte Rigaud, Peintre, François Baroy, Sculpteur, et ordonné que les susnommés feront, en présence des Officiers en exercice, un dessein sur un sujet qui leur sera donné sur le champ, ainsy qu’il a esté exoutumé, dans le temps de la semaine prochaine, et travailleront incessament au suject qu’ils doivent présenter pour le Prix, qui seront exposéz le jour de Saint Louis »[6].
- 5 septembre : « Cejourd’huy, cinquième Septembre 1682, l’Académie continuant le jugement des Prix qu’elle avoit commancé en l’assemblée précédente, après avoir reçeu les suffrages, a jugé que Jacinte Rigaut, qui a faict le tableau marqué G [Caïn bâtissant la ville d’Enoch], a méritté le premier prix en Peinture »[7]. Lebrun lui déconseille de partir pour Rome.
- 10 octobre : « Cejourd’huy, dixiesme jour d’Octobre 1682, l’assemblée estant convoquée générale, Monseigneur Colbert est venu à l’Académie pour la distribution des Prix […] sçavoir : le premier Prix de peinture à Hyacine Rigaut […] »[8].

### 1684
- 5 août : « Le sieur Hyacint Rigaut, Peintre en portraicts, s’est présenté et a faict voir plusieurs de ses ouvrages à la Compagnie, laquelle a agréé la présentation dudit Sieur Rigault et l’a pris sous sa protection »[9].
- 26 août : « La Compagnie a ordonné au sieur Hyacinte Rigault, Peintre en portraictz, dont la présentation a esté agréée le cinquiesme du présent mois, pour suject des portraitz qu’il doit faire pour sa réception, de faire celuy de Monsieur De la Chapelle et de Monsieur Desjardins, et luy a donné six mois de tems pour ce suject »[10].

### 1685
- 18 octobre : Révocation de l'Édit de Nantes.
- 1er novembre : Rigaud est parrain de Hyacinthe Claude Rousseau : « Le jeudi 1er novembre 1685, fut baptisé Hyacinthe Claude, fils de Bernard Rousseau, maître Chirurgien juré et Chirurgien du Roy suivant la Cour, et conseil de Sa Majesté et de Marie Nourisset, sa femme, au carrefour de l’Escole ; le parrain Hyacinthe Rigault, peintre académiste, la maraine Claude Goujon, fille de deffunct Jacques Goujon, marchand bourgeois de Dijon. »[11].

### 1687
- 1er mars : « Le Sieur Rigaut, présenté les 5 et 26 Aoust 1684, ayant exposé à la Compagnie la difficulté qu’il avoit de faire le portraict de M. De La Chapelle, elle luy a ordonné d’aschever le portraict de Mr Des Jardins, qui luy a esté ordonné, en mesme temps qu’il sollicitera Monsieur De la Chapelle de lui donner du temps et que, lorsque le portraict de Mons. Des Jardins sera faict, il le présentera à la Compagnie, pour quoy il lui a esté donné un mois de temps »[12].
- 3 mai : « La Compagnie, voulant examiner, le plus exactement que faire se poura, les ouvrages de ceux qui se présentent pour estre reçeus à l’Académie et observer les Règlements, a nommé pour voir travailler les aspirans, Messieurs les Officiers qui suivent, sçavoir : […] pour le Sr. Rigault Messrs. Girardon et Jouvenet »[13].

### 1688
- 29 septembre-1er novembre : Siège de Philipsbourg.
- Portrait de Monsieur, frère du Roy, duc d’Orléans, père du futur régent. Rigaud entre dans les habitués de la famille d'Orléans.

### 1689
- 5 mars : « Et, à l’égard des sieurs Clérion et Rigault, qui ne se sont point présentés, ils seront avertis de nouveau pour rendre compte en personne de leur retardement »[14].

## Années 1690

### 1690
- Décès du peintre Charles Le Brun, ancien protecteur de Rigaud.

### 1692
- 27 février : Contrat de Mariage de Gaspard Rigaud avec Marguerite Caillot, fille d'un épicier de la rue Montmartre, et ce en présence d'un « maître à danser de Madame la Dauphine », de deux capitaines des Dragons, d'un docteur en médecine et d'un conseiller du Roi[15]. Il réside alors rue de Petits-Champs, paroisse Saint-Eustache avec son frère.
- 3 août : Bataille de Steenkerque.
- 11 octobre : Rigaud reçoit la visite d’un huissier du Châtelet et des gardes et jurés de la communauté des maîtres peintres et sculpteurs de Paris pour régulariser sa situation de peintre. Il fait travailler deux aides avec lui.
- 4 novembre : Rigaud semble avoir obtenu du sieur Grand, prévôt de l’hôtel de ville, un privilège de peindre sans avoir été agréé, et ce jusqu’au mois de décembre de la même année.
- 24 mai : siège de Namur.
- 14 novembre : jugement du Lieutenant Général de Police confirmant l’injonction à Rigaud de se faire recevoir par l’Académie sous huitaine ou à défaut il devra payer 40 sols d’amende et il lui sera interdit de professer.
- 18 novembre : sentence du Châtelet déclarée nulle par le Prévôt de l’hôtel de ville.
- Rigaud habite rue Neuve des Petits Champs.

### 1693
- 29 juillet : Bataille de Neerwinden.

### 1694
- Rigaud habite place des Victoires. Il a sept collaborateurs.
- 20 septembre : Vente à Rigaud de terres situées à Vaux par le couple De Gouy[16].
- 20 septembre : Compte en obligation. Rigaud cautionne par ses propres biens la dette contractée par les De Gouy et leur fille « épouse séparée quant aux biens du Sieur Le Juge son mary, demeurant à Paris, rue Neuve et paroisse Saint-Eustache » à l’égard du sieur Mariette, officier du Roi[16].

### 1695
- 30 mai : décès du peintre Pierre Mignard.
- 10 juin : « […] voilà M. de Vendôme qui va commander en Catalogne, et M. de Noailles qui revient pour faire achever son portrait chez Rigaud ». Lettre de la Marquise de Sévigné à sa fille, Madame de Grignan, le 10 juin 1695. Le peintre avait entamé son portrait du maréchal, alors gouverneur de catalogne, en 1691.
- hiver : Voyage de Rigaud à Perpignan.
- Première collaboration avec son frère, Gaspard.

### 1696
- Début de la collaboration avec Joseph Parrocel, peintre de batailles.
- Début de la collaboration avec Jean Ranc, fils d’Antoine Ranc.
- fin du printemps : Rigaud se rend à l’abbaye de La Trappe durant trois jours, en compagnie du duc de Saint-Simon pour saisir, à l’insu du modèle, les traits de l’abbé de Rancé.

### 1697
- 24 juillet : Enregistrement à l’armorial général de d’Hozier du blason des armes de Rigaud.
- Maria Serra, mère de Rigaud, rédige un testament et décède.

### 1698
- Rencontre d'Hans-William Bentinck, 1er Comte de Portland avec Rigaud, lors de son ambassade. Début de la confection du portrait de l'ambassadeur (Welbeck Abbey, Nottinghamshire, collection du duc de Portland. Cat. 1861, n°354), commandé par Prior, son secrétaire : « Le portrait de Monsieur le Comte est enfin à disposition chez Rygault, je ne puis que répéter que je l’ai pressé autant que j’ai pu, et l’ai flatté autant que possible, sans arriver à le faire céder »[17].

## Années 1700

### 1700
- 2 janvier : « Le sieur Hyacinte Rigault, Peintre, s’est présenté pour y estre reçeu Académicien, et y a faict voir de ses ouvrages, qui sont deux portraicts de M. Des Jardins de différentes attitudes. La Compagnie a agréé sa présentation et, ayant jugé qu’un de ses tableaux pouvoit luy servir à sa réception, et connoissant d’ailleurs le mérite dudit sieur Rigault, non seulement sur le talent des portraicts, mais encore sur celuy de l’histoire, Elle l’a reçeu et reçoit dès à présent sur le talent de l’histoire, sur la promesse qu’il a faict de fournir incessamment un tableau de ce dernier genre, et a presté le serment entre les mains de M. De la Fosse, Directeur, président aujourd’huy. Elle luy a aussi remis le présent précuniaire »[18].
- décembre : « Mr L’Ambassadeur d’Espagne [le marquis Castel dos Rios] receut une Lettre de la Ville d’Anvers, qui témoignoit, en son particulier, l’extrême joye qu’elle ressentoit d’avoir Monseigneur le Duc d’Anjou pour Maistre. Cette même Ville supplioit son Excellence d’obtenir de Sa M. Cath. de se laisser peindre, afin que sur son Portrait, elle pust faire travailler à une statuë de marbre qu’elle desiroit faire élever. Le Sculpteur qu’elle avoit nommé fut présenté à Sa Majesté »[19].

### 1701

#### Janvier
- 1er janvier : « Le 1. de ce mois le sieur Rigaut, Peintre fameux qui avoit esté nommé par le Roy pour peindre Sa Majesté Catholique, travailla pour la premiere fois au Portrait de ce Monarque. Toute la Cour fut charmée de sa premiere ébauche. Le Sculpteur envoyé par la Ville d’Anvers, travailla en même temps à son modele. [...] On ne vit en ce même temps que processions de Peuples dans les ruës de Madrid, pour chercher & acheter le Portrait du nouveau Roy. Un domestique de Mr de Blécourt, Envoyé de France, qui portoit ce portrait chez un Seigneur, fut arresté par la populace, & obligé de le montrer. Le Corregidor pour contenter un empressement si general, le fit exposer dans une galerie, afin que tout le monde le pust voir. Le Peuple y entroit par une porte, & il en sortoit par une autre ; ce qui empêcha les desordres que cause ordinairement la confusion. Chacun baisoit ce Portrait, & le moüilloit de ses larmes »[20].

#### Mars
- 10 mars : « La goutte du roi continue, il se fait peindre l’après-diné par Rigaud pour envoyer son portrait au roi d’Espagne à qui il l’a promis […] »[21].
- 11 mars : « La goutte du Roi a un peu augmenté et au sortir du sermon, où on le porta, il se fit reporter chez Madame de Maintenon où Rigaud travailla à son portrait »[22].
- 19 mars : « Le roi, qui n’avait point de conseil à tenir, eut le matin la patience de se faire achever de peindre chez madame de Maintenon par Rigaud ; il envoie ce portrait au roi d’Espagne, qui l’en avoit instamment prié »[23].

#### Avril
- 22 avril : Procuration donnée par Gaspard Rigaud à Pierre Martir, conseiller du roi au Conseil Souverain de Roussillon, qui le nomme son procureur général dans la Province[24].

#### Juillet
- 30 juillet : « La Compagnie a de mesme agréé la présentation du sieur Gaspard Rigault le jeune, natif de perpignan, Peintre en portraits, dont elle a veu les ouvrages, et luy a ordonné de faire, pour ouvrages de réception, les portraicts de Mrs Raon et Coypel fils »[25].

#### Novembre
- 2 novembre : « Ce 2 novembre 1701, jour des Morts, M. de Meaux a dit la messe dans sa chapelle, et il a assisté à la grande messe, puis il est allé à l’abbaye de Notre-Dame et aux Ursulines. Sur les trois heures après-midi, M. Rigaud, peintre du Roi, est arrivé à Meaux dans la chaise roulante que M. l’abbé Bossuet lui avoit envoyée à Paris ; et sur le soir, toute la famille est allée couchée à Germiny, où nous voyons M. de meaux en parfaite santé »[26].
- 3 novembre : « Ce jeudi, 3 novembre 1701, M. Hyacinthe Rigaud, peintre du Roi, a commencé à Germiny un nouveau portrait de M. de Meaux dans le dessein d’en faire un grand tableau en pied, revêtu de l’habit d’église d’iver »[27].
- 4 novembre : « Ce vendredi 4, le portrait continué encore à Germiny et, ce samedi 5, achevé au même lieu ; bien entendu qu’il n’y en a que la tête faite dans une petite toile qui se collera sur la grande, sur laquelle se fera le tableau en pied[27]. »
- 6 novembre : « Ce dimanche 6, le peintre a donné encore une touche à son portrait et l’a mis à sa dernière perfection, en sorte qu’on trouve que c’est la plus belle tête et le plus parfait ouvrage qu’il ait peut-être jamais fait, comme il en convient lui-même et s’en fait honneur. M. de Meaux en est aussi très content. M. et Mme Bossuet, M. l’abbé et M. Chasot, et outre la compagnie qui a vu faire cette peinture et comment elle a été conduite à sa perfection, tout le monde en est dans l’admiration[27]. »

### 1702
- janvier : « On a exposé le portrait du roi dans le grand appartement de Versailles ; il est en pied avec l’habit royal. Cet ouvrage est de M. Rigaud. Jamais portrait n’a été mieux peint ni plus ressemblant ; toute la cour l’a vu et tout le monde l’a admiré. Il faut qu’un ouvrage soit bien beau et bien parfait pour s’attirer un applaudissement général dans un lieu où le bon goût règne et où l’on n’est pas prodigue de louanges. Sa Majesté, ayant promis son portrait au roi d’Espagne, veut tenir sa parole en lui donnant l’original, et M. Rigaud en doit faire une copie, qui est souhaitée de toute la cour. Quoiqu’on voie avec regret partir l’original, on en auroit bien plus de chagrin s’il n’étoit pas destiné au roi d’Espagne »[28].
- 13 mai : début de la guerre de succession d’Espagne.
- 24 juillet : « De mesme, que les places, vacantes dans la classe des Adjoints Professeurs par l’élection précédente, a esté remplis par la nomination de Mr Rigauld, Peintre, et de Mr Baroy, Sculpteur, aux charges d’Adjoints-Professeurs [en remplacement de Hallé et Coustou] »[29].

### 1703
- Rigaud habite rue de la Feuillade.
- 28 mars : Vente du domaine de Vaux par Rigaud à Pierre Mériel, teinturier en soie[30].
- 17 mai : contrat de mariage avec Catherine Chastillon, fille d’un procureur en la cour de Parlement (rue des Prouvaires).
- 28 septembre : Rigaud est témoin de l’agrégation de Pierre Drevet : « Aujourd’huy, Vendredy vingt huict Septembre mil sept cent trois, l’Académie estant assemblée generalle comme la dernière du quartier, la lecture des délibérations du quartier y a esté faicte à l’ordinaire. Présentation du Sr Drevest. Le Sieur Pierre Drevest, Graveur, né à Lion, s’est présenté pour estre reçeu Académicien et a faict voir plusieurs de ses ouvrages de gravure. La Compagnie, après avoir pris les voix par les fèves, a agrée sa présentation et résolu que M. Coyzevox, Directeur, luy donnera un sujet d’ouvrage pour luy servir à sa réception. [... Signatures :] Coyzevox, Girardon, De la Fosse, Regnaudin, Jouvenet, Blanchard, Boulogne l’aisné, N. de Plate Montagne, C. Van Clève, Boulogne le Jeune, Legros, C. Hallé, Flamen, Magnier, De Largillierre, Cornu, Rigaud, Vernansal, Loir, Fontenay, Barrois, Meusnier, J. Vivien, F. Jouvenet, Granier, C. Poirier, Vallet fils, Regnault, Nattier, P. Bertrand, F. Marot. »[31].
- 29 septembre : naissance du peintre François Boucher.
- Septembre : Acte de mariage de Marie Lafitta et du sieur Conill.
- 11 novembre : rupture du contrat de mariage du 17 mai précédent.
- 29 décembre : « Aujourd’huy, Samedi vingt-neuf Décembre mil sept cent trois, l’Académie estant assemblée à l’ordinaire genéralle comme la dernière du quartier et de l’année, la lecture des délibérations y a esté faicte a l’ordinaire. [...] Présentation par Mr Rigault d’un cent d’épreuves de son portrait gravé. M. Rigault faict présent à la Compagnie d’un cent d’épreuves de son portrait qu’il a faict gravé, dont il en a esté faict une distribution à Mrs les Officiers et Académiciens présents, jusqu’au nombre de cinquante six, et le surplus est resté à l’Académie : quarante quatre »[32].

### 1704
- 5 septembre : Naissance du peintre Maurice Quentin de La Tour.
- Rigaud expose au Salon, en tant qu’adjoint à professeur, plus d’une dizaine de portraits dont celui du duc de Bourgogne, de Pierre Mignard, de Philippe V, de Louis XIV, de Jean-Baptiste de Santeul, de Jean de La Fontaine, de Maria Serra, d’Antoine Coysevox, d’Etienne de Lieutaud, de Charles de La Fosse, un Saint André, un Saint Pierre et un Saint Paul.

### 1705
- janvier : « Je suis bien faché, Monsieur, de ne m’estre pas trouvé chez moi lorsque vous m’avez fait l’honneur d’y venir avec monsieur l’évêque de Soissons et monsieur le marquis de Pisieux. J’accepte l’heure que vous me mandez qu’il viendra chez moi pour commencer son portrait ; puisque le matin luy convient, je vous prie de luy dire que ce soit à neuf heures, affin que j’aye le temps de faire l’ébauche avant midy ; et s’il le faut, je ne m’engageray pas même la près midy de demain, parce que s’il estoit nécessaire je le continueray la même journée pour gagner du temps. Je suis ravy, Monsieur, que vous me procuriez l’honneur de peindre Monsieur le marquis de Pisieux […] »[33].
- 28 mars : décès de Gaspard Rigaud.
- 24 juin : testament de Charles Viénot, collaborateur de Rigaud, qui déclare loger « en la maison du sieur Rigault […] à l’entrée de la rue Neuve-des-Petits-Champs, paroisse Saint-Eustache »[34].
- 13 & 15 juillet : Convention entre Rigaud et Daniel Dorigny, marchand bourgeois de Paris, à propos dun partage de terres situées à Vaux et provenant de la succession de Charles Royer et Henriette Lebailly, sa femme[35].
- 31 décembre : « La Compagnie, pour faire les complimens de la nouvelle année à Monsieur le Protecteur et à Monsieur le Vice-Protecteur, a nommé Mrs les Directeur, Chancelier, Officiers en exercice, Recteurs et Adjoints-Recteurs, et, à tour de rolle, Mr de Launay, Mr de Troy, Mr Coustou, Mr Rigault, Mr Joblot, Mr Desportes, Mr Vigier et le secrétaire »[36].

### 1706
- 29 août : « Quoyque Mr le Marquis de Salviati m’eût asseuré il y a quelques années que Votre Altesse Sérénissime seroit bien aise d’avoir mon portrait pour le mettre dans sa galerie à la compagnie des plus grands hommes des temps passés et à venir, je me suis creu si indigne de recevoir un tel honneur que je n’aurois jamais osé entreprendre de me peindre pour ce sujet, si Mr le Marquis de Torcy ne m’eût point promis, pour dissiper ma crainte, qu’il ne déplairoit pas à Vôtre Altesse Sérénissime […][37]. »
- 1er octobre : « Monsieur Rigaud, c’est avec bien du plaisir que j’ay appris par vostre lettre du 29e aoust que vous avés remis à Mr. le Cardinal Gualtieri vostre portrait travaillé de vostre main pour le placer dans ma galerie parmi les autres portraits au naturel de tant d’hommes illustres en peinture, que j’y fais garder. Il est juste qu’il y soit, pour en conserver la mémoire à la postérité, puisque vos beaux ouvrages s’attirent dans le monde l’estime qui vous est deüe. J’attends à présent l’arrivée de son Eminence pour le retirer de ses mains, et vous remercie par avance de l’obligeant soin que vous avés pris sur cela à mon égard[38]. »

### 1707
- 26 février : « Monsieur Houasse, ancien Recteur et Trésorier de l’Académie, ayant mis en l’estat les comptes de la Recepte et Dépense de Mons. Blanchard, la Compagnie a pris jour à jeudy pour les examiner, auquel compte assisteront Mr le Directeur, Mr le Chancelier, Mrs les Recteurs et Adjoints Recteurs, Mr le Professeur en exercice, et, à tour de rolle, Mr Delaunay, Mr Boulogne l’aisné, Mr Boulogne le jeune, Mr Rigauld, Mr Le Clerc, Mr Edelinck, Mr Le Blond et le Secrétaire »[39].
- 30 mai : Premier testament[40].

### 1708
- 30 juin : « Le sieur Jean Audran, Graveur, né à Lion, qui s’est présenté, pour estre reçeu Académicien (le 27 septembre 1704), a faict apporter en cette assemblée les deux planches en cuivre qu’il luy avoit esté ordonné de graver pour sa réception, l’une du portraict de Mr Coypel […] et l’autre de Mr Coysevox [d’après Rigaud] » (Procès Verbaux, IV, p. 64).
- 1er septembre : « La Compagnie ayant résolu d’aller faire ses complimens à Monseigneur le Marquis d’Antin, Protecteur, à son retour de Fontainebleau, elle a nommé par députation Monsieur le Directeur, Mr Le Chancelier, Messieurs les Recteurs et Adjoints-Recteurs, Mr le Professeur en exercice, et, à tout de rolle, Mr Verdier, Mr Alexandre, Mr Rigault, Mr Joblot, Mr Baudet, Mr Lallemant, et le Secrétaire »[41].
- Décès de Jules Hardouin-Mansart.

### 1709
- 29 août : Rigaud remet au cardinal Gualterio son autoportrait à la palette pour le grand-duc Cosme III de Médicis. Le portrait sera détruit dans un naufrage. Un second, identique, sera réalisé en 1716[42].
- 29 octobre : Louis XIV fait fermer l’abbaye de Port-Royal qui sera détruite en 1711.
- 17-19 juin : Lettres de noblesse de la ville de Perpignan accordées à Rigaud.
- 22 juin : « Monsieur le directeur a dit à la compagnie qu’ayant esté pris résolution de faire le portraict en peinture de Monsieur le Marquis d’Antin, Protecteur de l’Académie, cela n’avoit point esté exécuté, ce qui a obligé la Compagnie de prier Monsieur Rigault de l’accquiter de ce devoir, dont il a tesmoigné se charger avec plaisir [à cette séance, au cours de laquelle Rigaud est présent, est reçu Jean Millet, dit Francisque, peintre de paysages dont Rigaud possédait quelques toiles] »[43].

## Années 1710

### 1710
- 18 février : Second testament[44].
- 19 mai : contrat de mariage avec Elisabeth de Gouy[45]. Acte disparu des liasses, « par lequel il a êté convenu qu’il n’y aurois aucune communauté entre eux et que chacun jouirois a pars des biens tant meubles qu’immeubles qui luy appartenoient, en faveur duquel mariage ceci led feu sieur Rigaud a fait donnation [sic ?] à lad Dame son épouse de douze cens livres de rente viagère et de douze cent livres en especes à prendre sur le mobilier de la succession dud sieur Rigaud après son décès et des meubles mentionnés audit contrat »[46].
- 27 septembre : « Aujourd’huy, samedy vingt sept Septembre mil sept cent dix, l’Académie estant assemblée générale comme la dernière du quartier, sur ce que le decéds de Mr Cornu laissoit une place vacante dans la classe de Messieurs les Professeurs, il a esté procédé en la présente assemblée pour la remplir, et, à la pluralité des suffrages mis dans une boètte en la manière ordinaire, Mons. Rigault a esté esleu Professeur [Le Lorrain « par droit d’ancienneté a esté esleu Adjoint-Professeur » à la place de Rigaud] »[47].

### 1711
- 14 avril : Décès du Grand Dauphin.
- 4 juillet : « Quant au Professeurs, le sort de mutabilité est tombé sur M. Vernansal et sur M. Rigault. A l’égard de M. Rigault, attendu qu’il n’avoit point encore servi en qualité de Professeur, la Compagnie a jugé qu’il ne pouvoit sortir de charge, et M. Vernansal a esté rétabli à la pluralité des voix »[48].

### 1712
- 18 février : décès du duc de Bourgogne, fils du Grand Dauphin.
- 18 mars : Procuration à Claude Robillard de Beaufort[49].
- Rigaud habite à l’entrée de la place des Victoires.
- 30 janvier : « Aujourd’huy, samedy trente janvier mil sept cent douze, l’Académie estant assemblée à l’ordinaire, M. le Directeur a dit que Monsieur Rigault avoit fait présent à la Compagnie [de] l’original du portrait de feu Monsieur Mignart pour estre dans une des salles, et ce sans préjudice du tableau d’histoire qu’il doit fournir comme Académicien sur le talent de l’histoire, à quoy il a promis de satisfaire incessamment. La Compagnie a prié Mrs les Officiers en exercice de remercier Mons. Rigault de son présent »[50].
- 31 décembre : « Pour faire les complimens de la nouvelle année à Monseigneur le Protecteur au premier jour qu’il viendra à Paris, la Compagnie a nommé par députation Mr le Directeur, Mrs les Recteurs [et] Adjoints Recteurs, Mr l’Ancien Directeur, Mr le Professeur en exercice et le Trésorier, et, à tout de rolle de chaque classe, Mr Boulogne l’aisné, Mr Rigaud, Mr Christophe, Mr Le Clerc, Mr Meusnier, Mr Hardy et le Secrétaire »[51].

### 1713
- 11 avril : signature du premier traité d’Utrecht qui met fin à la guerre de succession d’Espagne entre la France et l’Angleterre.
- 18 juin : La Princesse Palatine loue son portrait par Rigaud, fait en début d’année à Saint-Cloud, dans une lettre à la Raugrave Louise : « Mein contrefait werde ich ma tante schicken, so baldt es möglich wirdt sein können. Ich werde nach mich selber außmahlen laßen, damitt es ein original sein mag ; man hatt sein leben nichts gleichers gesehen, alß Rigeaut mich gemahlt hatt[52]. »

### 1714
- 5 avril : Procuration de Claude Robillart de Beaufort à Rigaud[53].
- 13 juin : Déclaration d’Augustin Fleury de Tresle à Rigaud[53].
- 24 juillet : « Le sieur Jean Audran a fait présent à l’Académie d’un portrait de M. le curé de St. Eustache (François-Robert Secousse) qu’il a gravé d’après M. Rigaud. Cette estampe est ornée d’une bordure dorée sous verre »[54].

### 1715
- 1er septembre : décès de Louis XIV et du sculpteur François Girardon.
- 5 janvier : séance à l’Académie à laquelle Rigaud est présent. Procuration à Claude Robillart de Beaufort[55].
- 26 janvier : « Sur ce qui a esté représenté que plusieurs aspirans n’achevoient point leur morceau de réception, le sieur Tardieu s’est présenté et, ayant représenté qu’aussy tost qu’il auroit le tableau de Monsieur le Protecteur qu’il y satisferoit, Monsieur Rigaud a promis qu’il le finiroit incessamment [Rigaud est présent à la séance] »[56].
- 23 février : annonce de la mort de Jean-Baptiste Blain de Fontenay, survenue le 12 du mois. Rigaud est présent à la séance de l’Académie.
- 27 avril : séance à l’Académie à laquelle Rigaud est présent[57].
- 28 juillet : Troisième testament[58].
- 25 mai : séance à l’Académie à laquelle Rigaud est présent[59].
- 13 juin : Jean Ranc épouse la nièce de Rigaud, Elisabeth Marguerite Rigaud[60].
- 31 aout : « Monsieur Rigaud ayant prié la Compagnie de le dispenser de l’exercice pendant son mois, attendu ses infirmités, M. Bertin a été nommé pour en faire la fonction (Rigaud est présent et assiste à la réception de Jean-Baptiste Lemoyne ainsi qu’à l’agrégation de Jean Raoux) »[61].
- 9 septembre : séance à l’Académie à laquelle Rigaud est présent.
- 28 septembre : Largillierre démissionne de sa charge de Professeur et passe dans la classe des anciens Conseillers-Professeurs[62].
- 29 novembre : séance à l’Académie à laquelle Rigaud est présent (Jean Raoux présente l’esquisse de son morceau de réception).

### 1716
- 19 février : Le grand Duc Cosme III de Médicis reçoit de Rigaud une réplique autographe de son « autoportrait à la palette », détruit en mer en 1706 (Florence, Galerie des Offices).
- 23 mai : « Aujourd’huy, samedy vingt trois May mil sept cens seize, l’Académie s’est assemblée à l’ordinaire, Monsieur Coypel ayant informé Monseigneur le Duc d’Antin que depuis quelques années l’Académie avoit fait cesser la distribution des Prix, ne s’étant pas trouvé en état d’y satisfaire, lequel a résolu de les rétablir avec éclat, et, pour faire voir l’attention qu’il a à donner de nouvelles marques de protection et de soutenir les Beaux-Arts, il a fixé à mille livres la dépense, qui n’étoit que de quatre cens livres, afin d’exciter l’émulation des Etudians, laquelle somme il veut estre prise sur les fonds des Bâtimens. Monsieur le Directeur a annoncé cette agréable nouvelle à la Compagnie, qui, pénétrée des bontés de son illustre Protecteur dont elle reçoit des preuves si sensibles, a été en députation luy en faire ses très humbles remercimens, à laquelle ont été nommez Monsieur le Directeur, Monsieur le Chancelier, Monsieur le Recteur en exercice, Mons. Le Professeur de mois, Mess. Les Recteurs et Adjoints à Recteur, Monsieur De Troy, et, à tout de rolle, Monsieur Largilière, Monsieur Rigaud, Monsieur Le Lorrain, Monsieur Hérault, Mr Joblot, Monsieur Meusnier, Monsieur le Trésorier, le Secrétaire et Mons. Tournière » (Procès Verbaux, IV, p. 226).
- 24 juillet : « Monsieur Simonneau l’ainé a fait présent à l’Académie du portrait de Madame, qu’il a gravé d’après le tableau qu’en a fait Mr Rigaud. L’estampe est sous verre et enrichy d’une bordure dorée [Rigaud est présent à la séance] »[63].
- 18 août : lettre de cachet du roi pour prêter à Rigaud les ornements royaux.
- 3 décembre : décès du peintre Charles de La Fosse.
- 29 décembre : « J’ay crû que les ordres que Vôtre Altesse Royalle m’a fait donner par Mr. le Comte Bardi, son Ministre auprès du Roy, me doivent servir de moy, pour ne pas differer plus longtems à les exécuter, en peignant mon portrait une seconde fois ; je l’ay fait avec toute l’application qu’il m’a esté possible. […]Je me flatte, Monseigneur, que ce dernier portrait ne cédera en rien au premier, que je luy avois envoyé, et dont son Eminence Mgr le Cardinal Gualterio voulu bien se charger pour le présenter à Votre Altesse Royalle, mais, son équipage estant pery en mer, ce portrait suivit le mesme sort. » Lettre de Rigaud au Grand Duc Cosme III de Médicis du 29 décembre 1716[64].

### 1717
- 9 janvier : « Monsieur Tardieu a promis que, si tost qu’il auroit le portrait de Monseigneur le Duc d’Antin, que Monsieur Rigaud a promi de luy donner incessamment, qu’il n’y perdroit point de temps [Rigaud est présent à la séance] » (Procès Verbaux, IV, p. 239).
- 6 février : séance à l’Académie à laquelle Rigaud est présent (réception du peintre anglais Charles Boit, comme peintre étranger, sur ordre du roi et du duc d’Antin).
- 5 avril 1717 : décès de Jean Jouvenet.
- 24 avril : séance à l’Académie à laquelle Rigaud est présent (Nicolas de Largillierre nommé Adjoint à Recteur ; présentation de l’esquisse du morceau de réception de François Lemoyne).
- 19 juin : Offre à comparution de Rigaud à Antoine de Rey[53].
- 27 juin : Rigaud remercie le grand Duc Cosme III de Médicis pour le présent qu’il a voulu lui faire « des deux groupes de bronze, que Mr. le marquis Corsiny, son ministre auprès du Roy, m’a envoyé de sa part. L’un représente Appollon qui écorche le satire Marsis, et l’autre Mercure qui attache Promethée au rocher pour estre dévoré par un vautour ».
- 28 août : réception de Jean Raoux. Rigaud est présent.

### 1718
- 30 avril : séance à l’Académie à laquelle Rigaud est présent.
- 27 août : « Monsieur Rigaud, ne pouvant point faire l’exercice de son mois en qualité de professeur, a prié l’Académie d’en mettre un à sa place. La Compagnie a nommé Monsieur Galloche pour s’en acquitter »[65].
- 1er octobre : « La Compagnie a indiqué au samedy, quinze du présent mois, à huit heures du matin, pour faire la répartition de la capitation, pour laquelle sont invitez de s’y trouver Monsieur le Directeur, Monsieur le Chancelier, Monsieur le Recteur en quartier, Mr le Professeur en exercice, Messieurs le[s] Recteur[s] et Adjoints à Recteur, Monsieur De Troy père, et, à tour de rolle, Messieurs, Verdier, Rigaud, Le Moyne l’ainé, Joblot, Le Clerc, le Trésoeir, Le Clerc, Poultier et le Secrétaire »[66].
- 9 novembre : Constitution par les Echevins de Paris à Rigaud d’une rente viagère de 101 livres « sur le produit des fermes des trois sols par contrat d’exploits des greffes réunis de Carttes et des suifs »[67].

### 1719
- 24 mars : réception de Nicolas Lancret. Rigaud est présent.
- 26 août : « Mr Rigaud, qui a fait le portrait de Monseigneur le Duc d’Antin à la sollicitation de toute l’Académie, qui est bien aise d’avoir celuy de son Protecteur et de le joindre à tous les Messieurs les Protecteurs qui l’ont précédé, l’a envoyé à la Compagnie, à laquelle il en a fait présent, accompagné d’une lettre, adressante à la Compagnie, dans laquelle il luy marque le regret de ne pas venir luy même le présenter, ses occupations l’en empreschant. L’Académie a nommé Monsieur Coysevox et Monsieur Barrois pour luy aller faire les remerciemens convenables à la générosité avec laquelle il luy a envoyé »[68].
- 30 septembre : « Monsieur de Launay a fait présent à l’Académie de cent épreuves de son portrait peint par Mr Rigaud et gravé par Monsieur Chéreau, pour estre distribués à l’assemblée »[69].
- 7 octobre : « La Compagnie a délibéré que Monsieur le Trésorier seroit prié d’aller voir Mr Rigaud, et, après luy avoir renouvelé les remerciemens de la Compagnie, de luy présenter la mesme reconnoissance qu’elle a fait à Monsieur De Troy, au sujet du portrait de Monsieur Mansart »[70].
- 15 octobre : « Die fraw hatt unrecht, ein brustbildt vor ein original passiren zu machen, indem Rigeau daß letzte gemacht, so in groß, wie daß Ewere in klein, ist, undt die brustbilder, [die] monsieur Ferdinant [Ferdinand Penel] von mir gemacht, seindt in original bey der großen printzes de Conti ; eines ist in manteau, weiß mitt goltenen blumen, in jagtskleyder, aber größer, alß ein bruststück. Es kan also keines original sein, alß die, so ich ahn unßere s. liebe churfürstin geschickt habe ; sie solte daß von Rigeau auch haben, aber wie es eben fertig worden undt weggeschickt solte werden, bekame ich eben die betrübte zeittung von I. L. todt. Also hettet Ihr groß recht, daß contrefait, so man Eüch verkauffen wollen, vor kein original zu halten »[71].
- 21 octobre : « Es ist kein wunder, daß Ewer brette dem kniestück gleicht, so mein vetter [hat] ; sie seindt beyde von einem original gezogen, nehmblich von dem großen portrait von monsieur Rigau, so so sehr hir im landt estimirt wirdt ; den es ist über die maßen woll gemahlt »[72].
- 30 décembre : séance à l’Académie à laquelle Rigaud est présent.

## Années 1720

### 1720

#### Janvier
- 5 janvier : lecture des statuts de l’académie. Rigaud est présent.
- 27 janvier : séance à l’Académie à laquelle Rigaud est présent.

#### Mai
- 25 mai : « Monsieur Meusnier, Trésorier, a prié la Compagnie de lui donner un jour pour entendre la reddition des comptes que Monsieur Lambert, gendre de deffunct Monsieur Nocret, veut rendre à la Compagnie pour Monsieur son beau-père. L’académie a indiqué une assemblée particulière à samedy matin premier Juing, à huit heures, et à cet effet ont été nommés : Monsieur le Directeur ; Monsieur le Chancelier ; Monsieur Van Clève ; Monsieur Le Lorrain ; Messieurs les Recteurs, Ajoints [sic] à Recteur ; Monsieur De Troy père ; Monsieur Verdier, [et] à tour de rolle, Monsieur Rigaud, Favannes, Meusnier, Trippier, Audran l’ainé, Ferrand et le Secrétaire »[73].
- Rigaud revient rue de la Feuillade, paroisse Saint Eustache à Paris.

#### Juin
- 27 juin : Rosalba Carriera visite Rigaud : « J’allai chez M. Rang, chez M. Rigaud et je reçu la visite de l’envoyé de Florence, de deux autres envoyés et celle d’un médecin et que sais-je »[74].
- 28 juin : « Monsieur François Stiémart, Peintre, né à Douay, en Flandres, a fait apporter le portrait du Roy, qu’il a coppié d’après l’original qu’en a fait Monsieur Rigaud, et a prié la Compagnie de la vouloir accepter, laquelle, après avoir délibéré, l’a reçeu Académicien en considération de la dignité du présent, sans néanmoins tirer à conséquence [Rigaud est présent à cette réception] »[75].
- 30 juin : Rosalba Carriera : « Je reçus la visite de M. Rigaud [p. 56]. » Le comte Antonio-Maria Zanetti avait entendu dire à Rigaud : « Qu’il estimoit profondément la personne de Rosalba et qu’il préféroit une tête ébauchée par elle à une œuvre finie de tout autre peintre »[76].

#### Août
- 3 août : Rapport d’expert sur un portrait de la marquise de La Vieuville par Claude Verdot. Rigaud et Tournières sont nommés pour donner leur avis[77].
- 31 août : « M. Rigaud a envoyé prier l’Académie de nommer un Adjoint pour faire sa fonction de Professeur, ses affaires ne luy en permettant pas l’exercice. La Compagnie a nommé Monsieur Verdot »[78].

#### Septembre
- 24 septembre : « Gabriel Bachelier, écuyer, seigneur de la Selle, premier Valet de Chambre du Roy, demeurant rue de Richelieu, paroisse Saint-Eustache, a baillé à loyer et prix d’argent du jour et feste de Saint-Remy prochain, jusques et pour six années, à Hyacinthe Rigaud et son épouse, demeurant rue de la Feuillade, paroisse Saint-Eustache, […] une maison à porte-cochère sise rue Traversine, appartenant à Dame Claude Marescot, épouse séparée quant aux biens d’Antoine-Nicolas Barjanel, écuyer, Conseiller et Secrétaire du Roi, à l’exception de la chambre à cheminée du troisième étage que se réserve ladite Dame Barjanel ». Le prix du loyer est de trois mille livres par an : le premier terme sera payé « au jour et feste de Noël prochain, le second au jour de Pâques et en suivant de terme en termes jusqu’à la fin du présent bail »[79].

#### Octobre
- 26-27 novembre : Nouvelle rencontre entre RIgaud et Rosalba Carriera : « Mme de la Carte m’envoya demander si je voulois aller voir le bal, je refusai. Je restai à la banque et je vis Largillière, Rigaud, Boulogne et autres »[80].

#### Décembre
- 23 décembre : « M. Hyacinthe Rigaud me fit cadeau de ses portraits gravés jusqu’au n°39 »[81].

### 1721
- 19 janvier : Rosalba Carriera rend visite à Rigaud : « Je vis M. Edelinck, M. Rigaud, M. de Troy. Je promis de faire le portrait du prince de Conti »[82].
- 26 mai : lettre de cachet du roi pour prêter à Rigaud les ornements royaux pour son portrait de Louis XV (version madrilène).
- 16 août : Rigaud rétrocède son bail de la rue Traversine à Bonaventure Georget de Beaulieu : « Hyacinthe Rigaud, noble citoyen de la ville de Perpignan, peintre ordinaire du Roi, professeur de son Académie royale de peinture, demeurant rue Traversière, paroisse Saint-Roch, en la maison ci-après déclarée, dont il a le bail à lui et à son épouse fait pour six ans par François-Gabriel Bachelier, écuyer, sieur de la Selle, premier valet de chambre du Roi, qui la tenoit au même titre de Claude Marescot, femme de Nicolas Barjeul, secrétaire du Roi, propriétaire d’icelle, la retrocède à Bonaventure Georget de Beaulieu, demeurant rue de Bourbon. Le prix de la location est de 2 800 livres. […] lequel Sieur Rigaud a baillé à titre de loyer du jour et fête de la Saint-Jean dernier pour cinq ans trois mois restant à expirer, ladite maison à Bonnaventure Georget de Beaulieu et son épouse Catherine-François-Thomas de Montroger, demeurant rue de Bourbon, paroisse Saint-Sulpice […] »[83].
- 30 août : « Monsieur Rigaud a prié la Compagnie de le dispensé [sic] du service pour le mois prochain, en qualité de professeur : Elle a nommé Monsieur Coypel le fils [Charles] Adjoint pour faire a sa place »[84].

### 1722
- 16 janvier : Donation de Rigaud à Claude Robillard de Beaufort[53].
- 28 février : « Ce mesme jour Monsieur Drevet, Graveur, a fait apporter le portrait de Monsieur De Cote, Premier Architecte du Roy, d’après Mr Rigaud, qui luy a été ordonné par la délibération de l’Académie du vingt sept Aoust mil sept cens sept, et dont l’exécution a été interrompue par des raisons particulières, et, comme il a donné a l’Académie en présent le portrait de Monsieur Le Brun, gravé par Mr Edelinq d’après Monsieur Largillière, lors de sa réception, la Compagnie a bien voulu luy rendre la planche, par une grâce spécialle qu’Elle luy accorde, à charge par luy d’en faire tirer cent épreuves, pour estre gardées dans l’Académie, à quoy il s’est engagé. Quant au portrait de Monsieur De Cote, il a fourny la planche et cent épreuves, qui ont été distribuées à Messieurs les Académiciens, laquelle planche doit rester à l’Académie »[85]. Rigaud est présent à cette séance.
- 25 avril : séance à l’Académie à laquelle Rigaud est présent[86].
- 15 mai : Donation de Rigaud à demoiselle Catherine Langlet, veuve d’André Langlet Agustil[53].
- 16 mai : Donations de Rigaud à demoiselle Marie Lafitta, épouse de François Conill ; à demoiselle Thérèse Lafitta et à demoiselle Hyacinthe Lanquina ses nièces[53].
- 29 août : « Le Sieur Jean Le Gros, de Paris, fils né du second lit de deffunct Monsieur Le gros, Sculpteur, ancien Professeur de l’Académie, a présenté le portrait de Monsieur Coustou l’ainé. La Compagnie a reçeu sa présentation, et le portrait de Monsieur Coustou restera à l’Académie. Il doit faire, pour son entière réception, le portrait de Monsieur Hallé, et, comme fils d’Officier, il a pris séance. Le mesme jour le Sieur Pierre Le Bouteux a fait apporter plusieurs portraits, suppliant la Compagnie de vouloir agréer sa présentation, ce qu’elle a fait, après avoir pris les voix par les fèves, et luy a ordonné de faire pour sa réception les portraits de Monsieur Vernansal et de Monsieur Rigaud. […] Les affaires de Monsieur Rigaud ne luy permettant point d’exercer le mois prochain en qualité de Professeur, l’Académie a nommé Monsieur Massou pour en faire la fonction [Rigaud est présent] »[87].
- 5 septembre : « L’Académie désirant aller faire ses complimens à Monseigneur le Cardinal Du Bois, Premier Ministre, Elle a nommé : Monsieur le Directeur, Monsieur le Chancelier, Messieurs Massou, Officier en exercice, Messieurs les Recteurs et Adjoints, Monsieur Hallé, Monsieur Rigaud pour remplacer M.Barrois, qui est malade, Monsieur le Trésorier et le Secrétaire [Rigaud présent] »[88].
- 25 octobre : Louis XV est sacré à Reims.
- 26 novembre : Lettre de Mariette à Rosalba Carriera : « Il faudroit être insensible à toutes les grâces pour n’être pas touché de celles que vous avez répandues dans ces nouveaux ouvrages. M. Rigaud, comme le souverain maître du goût, a compris mieux que personne toute leur valeur. Mais il ne s’attendoit pas à un aussi riche cadeau. Vous possédez un trésor inestimable ; tout ce qui sort de votre main ne peut être que parfait. Vos deux tableaux sont admirables. M. Rigaud a une préférence pour celui qui représente la belle blonde. Vous recevrez bientôt de lui une lettre de remerciements »[89]. Mariette dans une de ses lettres à Bottari du 4 août 1758 à Paris dit que les portraits [gravés] d’après Rigaud, au nombre d’environ soixante-cinq, sans parler de ceux qui ont été gravés plusieurs fois, sont devenus très chers. Le dernier recueil qu’on ait vendu à Paris, quoiqu’incomplet, s’est payé environ 80 écus[89].
- Réception par le couvent des dominicains de Perpignan d’un christ expiant[90].
- 8 décembre : décès de la « princesse Palatine », deuxième épouse de Monsieur, frère du roi.

### 1723
- 26 février : Constitution par les Echevins de Paris à Rigaud d’une rente viagère de 4000 livres[91].
- 30 avril : séance à l’Académie à laquelle Rigaud est présent[92].
- 8 mai : séance à l’Académie à laquelle Rigaud est présent[93].
- 9 mai : séance à l’Académie à laquelle Rigaud est présent[94].
- 10 août : décès du cardinal Dubois.
- 21 août : séance à l’Académie à laquelle Rigaud est présent[95].
- 28 août : « Monsieur Rigaud a prié la Compagnie de nommer un Adjoint à sa place pour faire la fonction de Professeur le mois prochain, ses occupations ne luy permettant point d’en faire l’exercice. L’Académie a nommé Monsieur De Favanne pour exerce en cette qualité »[96]. Lors de cette assemblée, Lambert Sigisbert Adam obtient le premier prix de sculpture, « quoiqu’il fût unique (candidat) pour la sculpture » et Charles Etienne Geuslain est reçu académicien. Rigaud est présent
- 25 septembre : séance à l’Académie à laquelle Rigaud est présent[97].
- 30 octobre : séance à l’Académie à laquelle Rigaud est présent[98].
- 8 novembre : Arrêt du Conseil d’État confirmant l’anoblissement de Rigaud.
- 2 décembre : décès du Régent, Philippe d’Orléans.
- 31 décembre : séance à l’Académie à laquelle Rigaud est présent[99].

### 1724
- 26 août : « Monsieur Rigaud a prié la Compagnie de le dispenser de l’exercice de Professeur pendant le mois de Septembre ; Elle a nommé Monsieur Bousseau, Adjoint, d’autant qu’il n’a point encore exercé en cette qualité »[100]. Lors de cette séance où Rigaud est présent, est agréé Jacques François de Lyen et Carle Van Loo reçoit le premier prix de peinture.
- 30 décembre : « Le Sieur Pierre Drevet, Graveur, né à Paris, fils de Monsieur Drevet, Académicien, s’est présenté. La Compagnie l’a agréé et lui a ordonné de graver les portraits de Monsieur Barrois et de Monsieur Rigaud pour sa réception, des grandeurs ordinaires, pendant l’espace de six mois [Rigaud est présent à la séance] »[101].
- Fin de la Régence et début du règne personnel de Louis XV.

### 1725
- 23 août : « Mr Rigaut aiant fait représenter à l’Académie qu’il ne pourra pas poser le modèle le mois de Septembre, et l’aiant priée de nommer quelqu’un pour remplir sa place, Elle a choisi M. Dieu, Adjoint à Professeur à tout de rôle »[102].
- Mariage de Louis XV avec Marie Leszczynska.
- Rigaud demeure vis-à-vis l’hôtel Mazarin selon Germain Brice : « Hyacinthe Rigaud, très excellent peintre pour le portrait, a choisi un appartement vis-à-vis de l’Hôtel Mazarin. On verra chez lui bon nombre d’excellents tableaux de maîtres estimés, comme Titien, Rubens, Vendeik, Reimbrans, des bronzes et des porcelaines de la première perfection, et particulièrement quantité de ses ouvrages qui sont admirés par tous ceux qui se connaissent en peinture. L’on peut dire hardiment à sa louange que, parmi les plus grands maîtres, il n’en est point qui ait porté aussi loin que lui l’art de peindre les portraits d’après nature, ce qui lui a procuré une fort grande réputation dans toute l’Europe »[103].

### 1726
- 30 mars : « La répartition pour la capitation de la présente année 1726 ayant été arrêtée, le Secrétaire en a fait la lecture. Ensuite celle des délibérations du quartier a été faite selon la coutume. Il a été arrêté après que samedi prochain, sixième d’avril, Messieurs les Directeur, Recteurs et Adjoints à Recteurs et M. Le Moine le jeune, Adjoint à Professeur, à la place de M. Frémin absent, Professeur du mois, et, à tour de rôle, M. Rigaud dans la classe des Professeurs […] »[104].
- 6 juin : Quatrième testament[105].
- 9 novembre : « Les Graveurs ayant demandé que l’Académie leur donne des portraits à faire pour leurs réceptions, elle a nommé Mr Larmessin pour graver les portraits de Messieurs Coustou et Hallé, et Mr Drevet, le fils, pour faire ceux de Mrs Rigaud et Bertin »[106].

### 1727
- 16 janvier : mort de Louis Simonneau, graveur.
- 30 juin : le duc d’Antin visite l’Académie pour la remise de deux grands prix à Jean-François de Troy et François Lemoyne. Rigaud est présent[107].
- 5 juillet : séance à l’Académie à laquelle Rigaud est présent.
- 22 juillet : Rigaud est fait chevalier de l’Ordre de Saint-Michel par lettres patentes : « L’estime que je fais de votre personne et de votre habileté dans la peinture, dont vous m’avez donné de savantes marques par vos ouvrages, m’ont engagé, pour vous en marquer ma satisfaction d’une manière distinguée, à vous nommer Chevalier de mon Ordre de Saint-Michel, en satisfaisant à tout ce qui est requis par les statuts, dont vous serez informé par mon cousin de Maréchal Duc d’Estrées, Chevalier et Commandeur de mes Ordres, qui vous fera rendre cette lettre de ma part, me promettant que l’honneur que je veux bien vous faire vous sera très sensible. Je prie Dieu, Monsieur Rigaud, qu’il vous ait en sa sainte garde. / Louis »[108].
- 23 août : séance à l’Académie à laquelle Rigaud est présent.
- 30 août : « M. Rigaud, Professeur, ayant représenté à l’Académie qu’il ne pouvoit pas poser le mois de Septembre, M. François Le Moyne, Peintre, Adjoint à Professeur, a été nommé pour exercer à sa place »[109].
- Rigaud peint la tête de Louis XV prévue pour son portrait en costume royal payé en 1730.

### 1728
- 28 août : « Ensuite M. De Boulogne aïant dit à l’Académie que M. Rigaud la prie de nommer un Adjoint pour poser le mois de Septembre à sa place, la Compagnie a nommé, à tour de rôle, M. Coypel pour en faire la fonction »[110].
- 31 décembre : « Ensuite le Sieur Pierre Le Bouteux, de Paris, Peintre dans le talent particulier des portraits, a fait apporter les portraits de Mrs Rigaud et Vernansal, qu’il a peints, par ordre de l’Académie, pour sa réception, et la Compagnie, après avoir pris les voix à l’ordinaire, l’a reçu en qualité d’Académicien et a modéré le présent pécuniaire à cent francs, et il a prêté serment entre les mains de M. De Boullongne, Premier Peintre du Roy et Directeur »[111].

### 1729
- 7 avril : Lettre de Nicolas Vleughels au duc d’Antin : « J’apprends que M. Rigaud fait le portrait du Roy et que Sa Majesté a la bonté de luy donner du temps »[112].
- 25 juin : lettre de cachet du roi pour prêter à Rigaud les ornements royaux.
- 27 août : « La Compagnie a nommé, pour poser [le modèle] à la place de M. Rigaud le mois de Septembre, M. Tournière à tour de rôle »[113].
- Décès du financier John Law de Lauriston.

## Années 1730

### 1730
- Décès du peintre François de Troy, ami de Rigaud.

### 1731
- 11 février : Cinquième testament[114].
- 8 juillet : Codicille concernant le portrait du cardinal de Bouillon[115].

### 1732
- 12 juillet : bail en sous-seing privé et pour trois ans de l’appartement de la rue Louis-le-Grand et neuve des Capucins, appartenant à Jean La Fontaine, à raison de 1600 livres par an.
- 15 octobre : « [Rigaud] procureur de Messire Etienne de Lieutaud, écuyer ordinaire du feu Roy, demeurant à Aix, fondé de sa procuration spéciale à l’effet des présentes, passée devant Martinat, notaire à Aix [a reçu de], Messire Roland-Pierre Gruyon[116], conseiller du Roy en ses conseils, garde de son trésor Royal, en l’acquis de Sa Majesté douze mille livres pour le remboursement, en conséquence de l’arrest du Conseil d’État du Roi du 5 août 1732, de six cents livres de rente viagère au principal de ladite somme de douze mille livres, à prendre sur les cent mille livres de rente créés au denier douze par édit du mois d’avril 1705 sur les deniers provenant de la vente des sels et des droits de la douane dans les bureaux appartenant à Sa Majesté dans la Ville d’Avignon, constitués au profit du Sieur de Lieutaud, par contrat passé devant Me Mounier, notaire à Avignon, le 23 février 1706, ratifiés par MM. les Commissaires du Conseil nommés pour faire la vente et aliénation desdits cent mille livres de rente le 7 juillet suivant, lesquelles rentes ont été depuis réduites au denier vingt. »[117].

### 1733
- 10 janvier : « Les Charges de Chancelier et de Recteur, que possédoit Mr Van Clève, étant devenues vacantes par sa mort, l’Académie a nommé, à la pluralité des voix prises par scrutin […] pour remplir la place d’Adjoint à Recteur, Monsieur Rigault, Professeur, et celle de professeur, devenant vacante par sa nomination, M. Charles Coypel, Adjoint à Professeur »[118].
- 31 janvier : séance à l’Académie à laquelle Rigaud est présent.
- 28 février : séance à l’Académie à laquelle Rigaud est présent.
- 28 mars : « Comme le premier samedi d’Avril arrivera la veille de Pâques et qu’il n’est pas d’usage que l’on s’assemble celle des grandes fêtes, l’assemblée est remise au samedi, veille du dimanche de Quasimodo ; et l’on s’assemblera le matin à neuf heures pour la répartition de la capitation, pour laquelle la Compagnie a nommé […] Mrs Hallé et Rigaud, Adjoints à Recteurs »[119].
- 25 avril : séance à l’Académie à laquelle Rigaud est présent.
- 1er mai : mort de Nicolas Coustou.
- 9 mai : Rigaud offre à son aide Charles Sevin de La Penaye, une action de la Compagnie des Indes[120].
- 30 mai : Largillière est nommé Chancelier de l’académie à la place de Coustou. Séance à l’Académie à laquelle Rigaud est présent.
- 6 juin : Rigaud notamment nommé pour l’audition des comptes de Monsieur Meusnier, trésorier[121].
- 27 juin : lecture des lettres patentes de l’union des académies de Rome et de France. Rigaud est présent.
- 4 juillet : séance à l’Académie à laquelle Rigaud est présent.
- 24 juillet : séance à l’Académie à laquelle Rigaud est présent.
- 29 août : « Monsieur Rigaud, aïant professé plusieurs années, a donné à l’Académie deux académies pour ajouter à celles qu’il a déjà données »[122].
- 26 septembre : séance à l’Académie à laquelle Rigaud est présent.
- 21 novembre : mort de Louis de Boullongne.
- 28 novembre : « La Compagnie aïant appris avec regret la perte qu’Elle a faite de Mr de Boullongne, Ecuyer, Chevalier de l’Ordre de St Michel, Conseiller-Secrétaire du Roy, Premier Peintre de Sa Majesté, Directeur et Recteur, mort le 21 de ce mois, à l’âge de soixante et dix-huit ans, les voix ont été prises à l’ordinaire par scrutin, et sa place de Recteur a été remplie par Mr Rigaud, Ecuyer, Chevalier de l’Ordre de St Michel, Adjoint à Recteur. Ensuite, Mr Rigaud aïant communiqué à la Compagnie un mémoire tendant à afecter le Directorat au Rectorat, moën capable de conserver l’union qui a toujours été dans l’Académie, en sorte que chaque Recteur sera Directeur dans le quartier, les voix prises par les fèves, la proposition a été approuvée par le plus grand nombre, et M. Rigaud a été déclaré Directeur et Recteur pour le reste du présent quartier. [...] En finissant la séance, la Compagnie a délibéré de faire à Monseigneur le Duc d’Antin, Protecteur de l’Académie, une députation générale pour lui rendre compte de ce qu’Elle a fait, laquelle députation sera composée des quatre Recteurs, aïant Mr Rigaud à leur tête comme Directeur, du Professeur en exercice, et d’un membre de chaque classe à tour de rôle »[123].
- 5 décembre : « Mr Rigaud, Directeur, a dit qu’aïant su que Mgr le Duc d’Antin n’étoit point en état de donner audience à l’Académie à cause de son indisposition, il avoit cru que, comme Directeur, il étoit de son devoir d’avoir l’honneur d’écrire à Mgr le Protecteur pour lui rendre compte de ce qui s’étoit passé à la dernière assemblée et que Mgr le Duc d’Antin lui a marqué, dans sa réponse, qu’il aprouvoit toutes les dispositions de la Compagnie. Et Mr le Directeur a remis au Secrétaire sa lettre et la réponse de Mgr le Protecteur qui lui écrit qu’il a lu son mémoire, qu’il le trouve fort bien, que, n’y aïant rien de contraire au bien du service et que la pluralité des voix a été pour, il aprouve tout ce qui sera fait en conséquence. Après quoi il a été résolu que ces deux pièces, avec le mémoire, seroient non seulement déposées dans les archives, mais encore transcrite en entier dans le Registre, à la fin de la présente délibération »[124].
- 31 décembre : Réception du graveur Laurent Cars sur ses portraits de Sébastien Bourdon (d’après Rigaud) et Anguier ; Largillierre remplaçant Rigaud, absent[125].

### 1734
- 30 janvier : séance à l’Académie à laquelle Rigaud est présent : réception de François Boucher et de Louis Tocqué.
- 26 juin : « Le Secrétaire a lu une lettre écrite par M. Rigaud, Directeur, à la Compagnie pour accompagner le présent qu’il lui fait du portrait original de M. Bourdon, Recteur de l’Académie peint par lui-même. La Compagnie a été fort sensible à la générosité de M. Rigaud et aux expressions de zèle et d’atachement pour l’Académie dont sa lettre est remplie. Ensuite M. Lépicié, Graveur, a présenté à l’Académie plusieurs estampes qu’il a gravées. Les voix ayant été prises à l’ordinaire, Elle a agréé sa présentation, et il lui a été ordonné de graver les portraits de Mrs Rigaud et Bertin, que Mr Drevet devoit faire, ce qu’il n’a pu à cause de son indisposition »[126].
- 28 août : séance à l’Académie à laquelle Rigaud est présent : présentation de François Dandré Bardon et réception de Joseph Francisque Millet[127].
- 25 septembre : séance à l’Académie à laquelle Rigaud est présent.
- 2 octobre : séance à l’Académie à laquelle Rigaud est présent.
- 30 octobre : séance à l’Académie à laquelle Rigaud est présent.
- 6 novembre : séance à l’Académie à laquelle Rigaud est présent.
- 21 novembre : décès de Nicolas Alexis Simon Belle.
- 27 novembre : réception de Nicolas Delobel et de Jacques André Joseph Aved qui ont « prêté serment entre les mains de Mr Rigaud, Chevalier de S. Michel, Directeur et Recteur »[128].
- 4 décembre : séance à l’Académie à laquelle Rigaud est présent.
- 5 décembre : décès de Joseph Vivien à Bonn.
- 14 décembre : décès de Noël Nicolas Coypel.
- 15 décembre : prolongation du bail en sous-seing privé de l’appartement de la rue Louis-le-Grand et neuve des Capucins, pour six ans.
- 31 décembre : « Le Secrétaire a lu un Mémoire présenté par Mr Rigaud, Directeur et Recteur de quartier, à Monseigneur le Duc d’Antin pour lui demander la sale qui est à côté du salon, qu’elle a possédée cy-devant l’espace de dix ans, et, après une lettre écrite par M. De Cotte à M. Rigaud pour lui apprendre que Mgr le Duc d’Antin a accordé cette pièce à l’Académie, de quoi le Secrétaire a remercié Mr Rigaud au nom de la Compagnie, et, pour en conserver le souvenir, le Mémoire et la lettre seront mis dans les Archives ». Réception de Charles Natoire par Rigaud[129].
- Décès de Jean Raoux.

### 1735
- 8 janvier : séance à l’Académie à laquelle Rigaud est présent.
- 5 février : Rigaud démissionne de ses postes à l'Académie : « Le Secrétaire a lu plusieurs lettres écrites à l’Académie, deux de Messieurs Frémin et Pesne, pour le compliment de la nouvelle année, et une troisième de Monsieur Rigaud, Directeur et Recteur, dans laquelle il lui marque qu’il se démet de ses deux charges, aïant pris ce parti après en avoir pesé très murement les circonstances, et qu’il annonce à la Compagnie avec d’autant plus de fermeté que c’est de sa part sans retour »[130]. Coustou lui succède mais comme directeur ; l’Académie revenant à l’ancienne tradition des statuts.
- 1er juillet : Mort de Jean Ranc à Madrid.
- 24 septembre : « M. Bertin, Adjoint à Recteur, a été nommé pour exercer le quartier du Rectorat d’Octobre, Novembre et Décembre, à la place de M. Rigaud, Recteur »[131].
- 29 septembre : Sixième Testament[132].
- 5 novembre : « La Compagnie aïant appris que M. Bertin continuoit d’être indisposé, Elle a nommé, à tour de rôle, Monsieur Le Lorrain pour exercer le Rectorat du quartier de Monsieur Rigaud »[133].

### 1736
- 2 octobre : François Lemoyne est nommé premier peintre du Roi. Rigaud est chargé, en tant que Recteur, d’aller le complimenter avec d’autres membres de l’Académie, pour le 6 octobre suivant[134].
- 2 novembre : décès du duc d’Antin.
- 5 novembre : mort du peintre Claude Guy Hallé.

### 1737
- 1er février : le cardinal de Fleury élu Protecteur de l’Académie à la place du duc d’Antin.
- 2 mars : « […] le Secrétaire a lu une lettre écrite à M. Coustou par Mr De Boullongne, par laquelle il lui marque qu’il lui envoie cinquante épreuves du portrait de son père, peint par M. Rigaud [en 1730], qu’il a fait graver par Mr Lépicié [en 1736], et prie Mr le Directeur de les distribuer, de sa part, aux principaux Officiers, ce qui a été exécuté sur le champ »[135].
- 30 mars : Philibert Orry est nommé directeur général des bâtiments du roi.
- 26 avril : Lépicié est nommé secrétaire et historiographe de l’Académie Royale.
- 4 juin : mort de François Lemoyne.
- 26 octobre : « L’Académie a nommé M. Caze, Adjoint à Recteur, pour faire les fonctions de Recteur pendant le quartier d’Octobre à la place de Mr Rigaud, qui a prié la Compagnie de l’en dispenser, ses occupations ne luy en permettant pas l’exercice »[136].

### 1738
- 21 avril : Septième testament[137].
- 30 août : « M. Coustou, Recteur, a averti l’assemblée qu’il avoit remercié au nom de la Compagnie Monseigneur le Cardinal Ministre de son portrait, qu’il avoit permis qu’on copiât d’après M. Rigaud pour être placé dans l’Académie »[138].
- 27 septembre : « L’Académie a donné ordre au sieur Reydellet d’aller saluer Mr Rigaud, Recteur, pour l’avertir que son quartier commence le premier Octobre, et, au cas d’absence de Mr Rigaud, Mr Caze, Adjoint Recteur, en fera la fonction »[139].
- 5 juillet : Nicolas de Largillierre est directeur de l’Académie. Décès du graveur et ami de Rigaud, Pierre Drevet.

### 1739
- 12 janvier : Rigaud, avec l’orfèvre Benin et le sculpteur Coustou, est assigné au Châtelet pour donner son avis sur la demande de curatelle des biens de Pierre Imbert Drevet faite par son oncle, Claude Drevet, « face à la triste situation dud. Pierre Imbert Drevet [qui] augmente en force, qu’il est actuellement dans une imbécilité totalle, et hors d’etat de regir, gouverner et administrer sa personne et ses biens »[140].
- 28 avril : « Le Card.[al] d’Auvergne supplie tres instamment Votre Eminence de vouloir accorder audit Claude Drevet graveur le logement aux Galeries du Louvre qu’occupoit feu Drevet son oncle qui a gravé le portrait de V.E. qui en avoit accordé la survivance à son fils qui est mort ce matin. Ledit Claude Drevet logeoit avec son cousin et grave actuellement le portrait de Rigaud du Cardal. d’Auvergne. » Supplique de Claude Drevet pour garder le logement du Louvre[141].
- 26 septembre : « Mr le Directeur a raporté à l’assemblée que, conformément à la dernière délibération, il avoit été, avec Mrs les Officiers en exercice, remercier M. le Controlleur-Général au sujet de la distribution des Prix et de son portrait [par Rigaud], dont il a fait présent à la Compagnie, et que ce Ministre les avoit reçus avec beaucoup de politesse et de distinction. […] L’Académie a nommé M. Christophe, Adjoint à Recteur, pour faire les fonctions de Recteur pendant le quartier d’octobre à la place de M. Rigaud, qui a prié la Compagnie de l’en dispenser, ses occupations ne lui en permettant pas l’exercice »[142].

## Années 1740

### 1740
- 5 juin : Huitième testament[143].
- 23 juillet : prolongation du bail en sous-seing privé de l’appartement de la rue Louis-le-Grand et neuve des Capucins, pour six ans.
- 3 septembre : « L’Académie a nommé M. Caze, Adjoint à Recteur, pour faire les fonctions de Recteur pendant le quartier d’Octobre à la place de M. Rigaud, qui a prié la Compagnie de l’en dispenser, ses occupations ne lui en permettant pas l’exercice »[142].
- 31 décembre : « Le sieur Lépicié, Secrétaire et Agréé, à qui il avoit été ordonné de graver, pour sa réception, les portraits de Mrs Rigaud et Bertin, a présenté à la Compagnie celui de ce dernier qu’il a fini, avec la planche et cent épreuves, promettant de finir celui de M. Rigaud le plus tôt qu’il lui sera possible et que les affaires de l’Académie lui permettront. Suivant l’usage, la Compagnie a résolu d’aller en Députation, au sujet de la nouvelle année, chez M. le Cardinal Ministre, Protecteur, et M. le Contrôleur Général, Vice-Protecteur, et Elle a nommé à cet effet [entre autres membres] Mrs Rigaud et Le Lorrain, Recteurs »[144].
- Confection des deux portraits du prince Joseph Wenzel de Lichtenstein[145]. : « Ces deux portraits ont été payés un grand prix, et de plus le prince gratifia Mr Rigaud d’une superbe tabatière d’or enrichie de diamants estimée à 5 à 6 000 l. »[146].

### 1741
- 1er avril : Rente accordée à Rigaud pour l'achèvement du paiement du portrait du cardinal de Bouillon : « Furent présents, Guillaume Vacquier, Chevalier de l’Ordre du Christ, demeurant rue de l’Université, paroisse Saint-Sulpice, intendant des maisons et affaires du Cardinal, désigné le 24 décembre 1740, après-midy, dans le palais archiépiscopal de Vienne par devant Armanet, notaire royal, comme procureur de très haut et très puissant Prince Monseigneur Henri Oswald de La Tour d'Auvergne, cardinal prestre de la Sainte Église Romaine du titre de Saint Calixte, Archevêque et Comte de Vienne, Primat des Primats des Gaules, Vice-Gérent du Souverain Pontife dans la Province Viennoise et dans sept autres Provinces, Abbé Chef Supérieur Général et administrateur perpétuel de l’abbaye et de tout l’ordre de Cluny, Premier Aumonier du Roy et Commandeur de l’ordre du Saint Esprit, Chanoine et Gand Prévôt de l’Église Cathédrale de Strasbourg, Abbé de Saint Sauveur de Redon, de Saint-Pierre et Saint-Paul de Conches, de Notre-Dame de Valasse et de Saint-Martin d’Enay, Chanoine de Liège, [et Rigaud, lesquels se mettent d’accord sur la Constitution à ce dernier par le Cardinal d’une] rente annuelle et perpétuelle de 300 livres au principal de 6000 pour lui et ses ayant cause, à prendre particulièrement sur l’Hôtel d’Auvergne, rue de l’Université […] »[147].
- 9 avril : Neuvième testament[148].
- 29 août : Décès de François Stiémart.

### 1742
- 7 avril : Ratification par l’archevêque de Vienne du contrat de constitution du 1er avril de l’année précédente qui délègue « audit sieur Rigaud les arrerages de lad rente à recevoir de six mois en six mois par des simples quittances sur les arrerages de deux mill quatre cent livres de rente constituée sur les aydes et gabelles »[149].
- 26 mai : « Le Secrétaire a fait lecture d’une lettre de M. Rigaud adressée à M. De Largillierre, par laquelle il marque que, pour satisfaire à la promesse qu’il avoit faite, lors de sa réception, de fournir un morceau d’Histoire, il prioit l’Académie d’accepter celui qu’il avoit l’honneur de lui envoyer, représentant un St André à mi-corps ; qu’il étoit seulement fâché qu’une suite continuelle d’affaires l’eût empêché d’efectuer plus tôt sa parolle. […] Le S. Georges-Frédéric Schmidt, Graveur, natif de Berlin, ayant fait voir de ses ouvrages, les voix prises à l’ordinaire, la Compagnie après avoir reconnu sa capacité, a agréé sa présentation, à titre d’Etranger, quoy que de la Religion prétendue réformée, et cela sans tirer à conséquence, conformément à l’ordre du Roy, inséré dans la délibération précédente. Ensuitte la Compagnie lui a ordonné de graver pour sa réception le portrait de M. Mignard, peint par M. Rigaud, de la grandeur de celui de M. le Duc d’Antin. Accordé un an pour l’exécution dudit morceau »[150].
- 30 juin : « M. Rigaud, ancien Directeur et Recteur, a écrit une lettre à la Compagnie, et dont le Secrétaire a fait lecture, par laquelle il la remercie de la députation qu’Elle lui a fait faire dans des termes qui prouvent également la noblesse de ses sentimens et son attachement sincère pour l’Académie. […] Le sieur Jean Daullé, Graveur, natif d’Abeville, ayant fait aporter de ses ouvrages, les voix prises par les fèves, la Compagnie a agréé sa présentation, et l’a reçu, dans la même sçéance, Académicien, en acceptant, pour son morceau de réception, une planche qu’il a gravée d’après un tableau de M. Rigaud, qui représente ce dernier peignant Madame son épouze »[151].
- 17 juin : second codicille[152].
- 7 juillet : « M. Daullé, Graveur et Académicien, a remis à l’assemblée, pour son morceau de réception, la planche du portrait de M. Rigaud, avec cent épreuves, conformément à la dernière délibération »[153].
- 28 septembre : « L’Académie a nommé M. Caze, Adjoint à Recteur, pour faire les fonctions de Recteur, pendant le quartier d’Octobre, à la place de M. Rigaud, qui a prié la Compagnie de l’en dispenser, à cause de sa santé, ne lui en permettant pas l’exercice. […] Mrs Rigaud et De Largillierre, anciens Directeurs et Recteurs, ayant été dangereusement malades et étant entièrement rétablis, l’Académie a nommé pour les aller complimenter sur leur convalescence, sçavoir, chez M. Rigaud, Mrs Coustou et Caze, et, chez M. De Largillierre, M. Le Lorrain et M. De Vermont, Professeur en exercice »[154].
- 6 octobre : « Mrs Coustou et Caze, Mrs Le Lorrain et De Vermont, nommés par la délibération précédente pour aller complimenter Mrs Rigaud et De Largillierre sur leur convalescence, ont raporté à l’assemblée qu’ils avoient été reçus de l’un et de l’autre avec beaucoup de joie et de reconnoissance, et que ces dignes Officiers les avoient priez de vouloir bien le témoigner à la Compagnie »[155].
- 12 novembre : billet de remboursement de 384 livres payable à Rigaud ; somme que lui devait le graveur Jean Daullé[156].

### 1743
- 14 mars : décès d’Elisabeth de Gouy. Elle est inhumée (le 16) en l’église des Jacobins de la rue Saint-Honoré en présence d’Hyacinthe Collin de Vermont et de Louis Billeheu[157].
- 21 avril : « Le Sieur Rigaud, de l’Académie de Peinture, expose très humblement au Roi, qu’il vient de perdre, par la mort de sa femme, 1600 livres de rentes viagères qu’il avoit constituées sur sa tête pour lui assurer de quoi vivre, en cas qu’elle lui survécut ; mais qu’étant morte depuis avant lui, cette rente viagère fait pour lui un vide considérable et lui ôte une aisance dont il a d’autant plus besoin qu’il est dans un âge avancé. Il supplie Sa Majesté d’avoir la bonté, eu égard à cette circonstances et à son grand âge, de lui accorder une pension de la même somme de 1600 livres pour luy tenir lieu de la rente viagère qu’il vient de perdre. Bon pour 1000 livres[158]. »
- 22 avril : pension de 1000 livres sur les bâtiments, accordée à Rigaud par le roi.
- 1er juin : décès du sculpteur Robert Le Lorrain.
- 14 septembre : Décès de Nicolas Lancret.
- 28 septembre : L’Académie a nommé M. Frémin, Adjoint à Recteur, pour faire à son rang les fonctions de Recteur pendant le quartier d’Octobre prochain, à la place de M. Rigaud, qui a prié la Compagnie de l’en dispenser, l’état de sa santé ne lui en permettant pas l’exercice »[159].
- 21 octobre : billet de remboursement de 200 livres payable à Rigaud ; somme que lui devait le peintre Louis Galloche[156].
- 28 novembre : Inventaire après décès d'Elisabeth de Gouy, femme de Hyacinthe Rigaud[160].
- 27 décembre : dernier codicille rédigé chez Rigaud malade[152].
- 29 décembre : décès de Rigaud à Paris, en sa maison de la rue Louis-le-grand. Louis Billeheu, notaire et exécuteur testamentaire fait apposer les scellés, ce même dimanche, à trois heures de l’après-midi, par Louis-Jérôme Daminois, Conseiller du Roy, commissaire au Châtelet de Paris.
- 30 décembre : La dépouille de Rigaud est transportée de l’église Saint-Roch où elle était déposée à l’église des Jacobins de la rue Saint-Honoré, où il est inhumé. « Le 30 décembre 1743 le corps de feu Monsieur Hyacinthe Rigaud, âgé de quatre-vingts ans passés, écuyer, citoyen noble de la Ville de Perpignan, peintre ordinaire du Roy, Recteur et ancien Directeur de l’Académie Royale de Peinture et de Sculpture, chevalier de l’Ordre Royal de Saint-Michel, veuf de Dame Elisabeth de Gouix, décédée hier, rue Louis le Grand, en cette paroisse, a été transporté de cette église en clergé à celle des RR PP Jacobins de la rue Saint-Honoré, lieu de sa sépulture ; présent M. Louis Billeheu, conseiller du Roy, notaire au Châtelet de paris, y demeurant rue Saint-Honoré, paroisse Saint-Eustache, et le sieur Henry Hulst, demeurant rue Neuve des Petits Champs, en cette paroisse, qui ont signé[161]. »
- 31 décembre : « Le Secrétaire a notifié à la Compagnie la mort de M. Rigaud, ancien Directeur et Recteur de l’Académie, décédé à Paris, le 29e de décembre de la présente année, âgé de 82 ans ou environ ».
- Rigaud institue comme héritiers ses deux nièces de Perpignan et son filleul Hyacinthe Collin de Vermont.

### 1744
- 11 janvier : « L’Académie a nommé Mrs Cazes et Restout pour retirer le portrait de M. Mignard, qui est sous le scellé de M. Rigaud, et ce en vertu d’un ordre de M. le Lieutenant-Civil »[162].
- 31 janvier : « Aujourd’hui, vendredi 31 janvier, l’Académie s’est assemblée, par convocation générale, pour remplir les places vacantes par la mort de M. Rigaud »[162].
- 4 mars : dépôt de procuration des héritières de Rigaud[163].
- 6 mars/21 avril : Inventaire après décès de Rigaud[164].
- 9 juin 1744 : Liquidation de succession[165].
- 19 juillet : Liquidation de succession[166].
- 29 juillet : Renonciation des procureurs respectifs des héritières de Rigaud[167].
- 30 juillet : « Le Sieur George Frédéric Schmidt, Graveur, natif de Berlin, à qui il avoit été ordonné de graver, pour sa réception, le portrait de M. Mignard peint par M. Rigaud, l’a présenté à l’assemblée ainsi que la planche et cent épreuves. Les voix prises en conséquence, la Compagnie a reçu et reçoit ledit Sieur Schmidt Académicien, à titre d’Etranger, quoique de la Religion prétendue réformée, et cela sans tirer à conséquence, conformément à l’Ordre du Roy inséré dans la délibération du samedi 5 May 1742, et a prêté serment entre les mains de M. Cazes, Directeur et Recteur »[168].
- 8 août : « La Compagnie a nommé Mrs [les] Officiers en exercice pour retirer ce qui a été légué à l’Académie par feu M. Rigaud »[169].
- 22 août : « M. Rigaud, ancien Directeur et Recteur, aïant voulu donner à l’Académie des preuves de son attachement sincère, lui a laissé par testament, sçavoir : Le Portrait de M. Rigaud, peint par lui-même, avec sa bordure – Le Portrait de sa mère, aussi peint par lui – Le Buste de la même, en marbre, par M. Coisevaux – Son œuvre gravé d’après lui, en un volume relié en maroquin rouge, contenant tous ses portraits – Une planche, gravée par M. Drevet, d’après M. Rigaud, qui le représente en bonnet et tenant sa palette. Lesquels legs ont été délivrez aux Officiers nommez par l’Académie pour les recevoir, et qui en ont donnez décharge à M. Billeheu, Nottaire, exécuteur testamentaire dudit feu sieur Rigaud »[170].

### 1745
- 6 février/26 mars : Comparution et arrêté de comptes de l’exécution testamentaire[171].
- 22-23 juillet : Liquidation de succession[171].
- 31 juillet : Liquidation de succession[171].
- 5 août : Liquidation de succession[171].
- 9 août : Liquidation de succession[171].

### 1746
- 10 mai : Liquidation de succession[172].
- 3 décembre : « Le Secrétaire a fait la lecture d’un essai sur les ouvrages et le caractère de M. Rigaud, par M. de Vermont, Professeur, ce qui a occupé une partie de la séance »[173].

## Années 1750

### 1752
- « Indépendamment de tous les tableaux que le Roi fait faire par les peintres de son Académie, feu Monsieur Rigaud fut chargé de choisir ce qu’il y avait de meilleur et de plus rare en fait de peinture dans la collection de Monsieur le Prince de Carignan ; persone n’ignore les soins et les dépenses avec lesquelles ce Prince avait rassemblé les plus beaux ouvrages qui se trouvèrent dans son cabinet […] »[174].

## Années 1760

### 1764
- 30 juillet : « Mgr le Dauphin a sçu, Monsieur, qu’il existoit un portrait du cardinal Dubois par M. Rigault, et désire fort de le voir. Vous sentés avec quel empressement je dois aller au-devant de tout ce qui peut être agréable à ce prince. Ainsy, je n’ay que faire de vous dire combien je vous sçauray gré de me mettre promptement à portée de satisfaire sa curiosité. Ne perdés donc pas un moment à découvrir ce portrait. Vous pourrés en avoir des nouvelles par les Srs Rémy ou Boileau [marchand de tableaux] ; peut-être Mme Godefroy en auroit-elle connaissance. Adressés-vous aussy, en cas de besoin, au sr Ménageot, frère d’un menuisier des Bâtimens, et, en un mot, usés de tous les moyens possibles pour vous procurer ce portrait et me le faire parvenir aussitôt qu’il sera en votre disposition. J’auray soin de vous le renvoyer aussitôt que Mgr le Dauphin l’aura vû. L’héritier du cardinal Dubois demeure dans une maison dont le jardin fait le coin de la rue de Suresnes et de la rue d’Anjou, faubourg Saint-Honoré, et l’on croit que l’entrée de cette maison donne dans la rue Ville-l’Évêque. Il semble qu’au déffaut des autres indications, celle-cy doit vous conduire à la découverte du portrait dont il s’agit. / Le M[arqu]is de Marigny. »[175].
- 1er août : « D’après les renseignements que vous m’avés fait donner et ceux que j’ay tirés de Mrs du chapitre de Saint-Honoré, j’ay découvert que le portraict de Mr le cardinal Dubois, peint par M. Rigaud, est entre les mains de Mlle de Violat, héritière de cette Eminence. Elle est à présent à son château de Villemon, près Brie-Comte-Robert. C’est pourquoi il seroit nécessaire que vous voulussiez bien lui écrire, afin que sur la lettre qu’elle recevroit de vous, elle pût écrire à M. l’abbé d’Espagnac, conseiller au Parlement, qui, sans cette autorisation, ne peut prendre sur lui de le délivrer. J’ajoute (afin qu’il ne manque rien de ce qui peut être utile pour faire réüssir cette négociation) que M. l’abbé d’Espagnac demeure quay Malaquais, au coin de la rue des Saints-Pères. Si vous voulez bien, Monsieur, par le même ordinaire me donner avis de la lettre que vous aurez fait écrire à Mlle de Violat, je feray aussitost les démarches nécessaires pour vous faire parvenir ce tableau. Il sera cependant nécessaire de dérober quelques momens pour le faire nettoyer. / Cochin » [176].
- 4 août : « Par ce même ordinaire, Monsieur, j’écris à Mlle de Violat, conformément à ce que vous me demandés par votre lettre du 1er de ce mois, et je la prie d’autoriser le plus tôt possible M. l’abbé d’Espagnac à vous confier le portrait du cardinal Dubois, peint par Rigault. Je lui demande aussy de vous faire avertir au moment même qu’elle aura donné ses ordres. Vous n’avés pas besoin d’être exhorté à prendre le plus grand soin de ce portrait et à me le faire parvenir, sans y perdre un moment, après l’avoir fait nettoyer, s’il en est besoin. Il vous sera renvoyé aussitôt que la curiosité de Mgr le Dauphin sera satisfaite, et vous aurés attention à le faire remettre à la même place dont vous l’aurés tiré. Les moments sont précieux en pareille occasion. / Le Mis de Marigny. »[177].

### 1766
- 19 mars : décès de Jean de Julienne, chevalier de l’Ordre de Saint Michel, [membre] Honoraire Amateur [de l’Académie][178].
- 22 mars : « Ensuitte, il [le secrétaire] a fait lecture d’une lettre de Mr de Montullé, Associé libre, a lui adressée, par laquelle il lui fait part du décès de M. de Julienne ; à cette lettre est joint un extrait de son Testament, dans lequel l’Académie a vû avec la plus grande sensibilité ses sentimens pour Elle et les preuves qu’il a cherché à lui en donner, même après lui, en ajoutant aux dons qu’Elle a déjà reçus de lui celui des portraicts de M. de L’Argillière [sic] et de M. Rigaud, peints par eux-mêmes. Elle a arrêté que l’article du Testament sera inscrit sur le Registre comme un témoignage de l’attachement que M. de Julienne a toujours eu pour l’Académie, et de la reconnoissance avec laquelle Elle conservera la mémoire de ses bienfaits »[179]. Extrait du Testament de Mr de Julienne : « Je prie l’Académie de Peinture, à laquelle j’ay été toujours fort attaché, de recevoir une dernière marque de cet attachement en acceptant le don et legs que je lui fais des Portrait de Mrs De L’Argillière et Rigaud, peints par eux-mêmes. Je prie mon exécuteur testamentaire, cy après nommé, de faire à chacun de ces Portraicts une bordure digne des tableaux et de l’Académie, des frais desquelles bordure ma succession lui tiendra compte »[180].

### 1768
- 6 août : « Mr de Montullé, Honoraire-Associé libre, a remis à l’Académie deux Portraits, ornés de leurs bordures, de M. De L’Argillière et de M. Rigaud, peints par eux-mêmes, qui ont été légués à l’Académie par feu M. de Julienne, Honoraire Amateur. La Compagnie a fait ses remerciemens à M. De Montullé des soins qu’il a bien voulu prendre pour remplir les dernières volontés de ce généreux Amateur »[181].

## Années 1770

### 1779
- 9 janvier : « M. le Comte d’Angivillier ayant envoié en présent à l’Académie, le portrait de Jules Hardouin-Mansart, peint par Rigaud, l’Académie a arrêté que MM. les Officiers en exercice iront chez M. le Directeur général pour en faire ses remerciements et témoigner sa reconnoissance de la part de la Compagnie »[182]. Annaiss

## Années 1780

### 1781
- Exposition des œuvres de Rigaud dans les salons de l'Académie Royale : « Grand-Salle : plusieurs Rigaud : Philibert Orry, Louis XV dans sa jeunesse, Le Cardinal de Fleury, Le Duc d’Antin, Mignard, Desjardins : il a la main gauche appuyée sur un des esclaves enchaînés au monument qu’il a fait élever dans la Place des Victoires ; Salle des portraits : Rigaud par lui-même, mais aussi deux Ranc : Verdier, peintre et Nicolas de Platte Montagne ; Ainsi que le buste de la mère de Rigaud par Coysevox ; Galerie d’Apollon : deux Rigaud : Mansart (sur chevalet) et Louis XIV en pied et habits royaux »[183].

### 1782
- 4 mai : « Lesdits Commissaires ont en outre raporté à la Compagnie que, pour remplir le désir bienfaisant de Monsieur le Comte d’Angivilier, ils avoient accordé un secours annuel provisoire de 300 l. à M. Ranc, fils de M. Ranc, Membre de cette Académie, et petit-neveu d’Hyacinthe Rigaud, lequel secours n’aura plus lieu lorsque M. Ranc aura obtenu une place capable de le tirer de l’infortune où il est tombé. La Compagnie a aprouvé ces dispositions »[184].
- 25 mai : « Le Secrétaire a fait lecture d’une lettre, adressée à M. Pierre par M. le Comte d’Angivillier, par laquelle il confirme avec plaisir la délibération du Comité et de l’Académie qui a accordé un secours annuel à M. Ranc de la somme de 300 l. jusqu’à ce qu’il ait trouvé une place. Le Secrétaire a aussi lu une lettre de M. Ranc à M. Pierre, où il le remercie de ses soins et le prie d’être l’interprète vis-à-vis de l’Académie de sa vive et respectueuse reconnoissance »[185].
- 22 juin : « Il a été arrêté que la pension, accordée à M. Ranc, courra du premier Avril dernier »[186].

### 1788
- 3 décembre : « Jeudi dernier, Messieurs, à la vente de feu M. le Président de la Briffe, je fis l’acquisition du portrait original de Bossuet, peint en 1702 par Hyacinthe Rigaud. Ce superbe tableau, dont la gravure par Drevet est si connue, a 7 pieds 2 pouces de haut sur 5 pieds 1 pouce de large[187] ; il a successivement appartenu à Mme Chazot, nièce de Bossuet ; à la comtesse de Choiseul et à MM. De la Briffe père et fils. Il m’a été adjugé pour 1606 liv., et je viens de le céder à M. L’Archevêque de Paris, qui a eu la noble idée de donner asyle, dans son palais, à l’image de l’aigle de Meaux, l’un des évêques de France le plus distingué par l’éminence de ses talents et par l’usage qu’il en fit pour la gloire de la religion. Ce portrait est certainement un des plus beaux qui soient sortis de la main de Rigaud ; la tête est pleine d’expression ; l’architecture et les draperies qui en terminent le fond présentent une composition noble, un dessin correct, une couleur brillante ; il me semble que les amateurs apprendront avec plaisir qu’un morceau de cette importance est aujourd’hui placé à l’archevêché, où ils pourront en jouir avec plus de facilité que chez aucun particulier. Je saisis cette occasion pour les avertir que dans la principale salle des Dominicains du faubourg Saint-Germain, on conserve du même Rigaud huit portraits originaux, chacun de 4 pieds de hauteur sur 3 de largeur [122 × 91 cm]. C’est un présent que Rigaud fit quelque tems avant sa mort à cette maison, par amitié pour le André Jean, excellent peintre lui-même. Ces huit portrait représentent Mgr le Dauphin, auparavant duc de Bourgogne, le Louis Joseph de Vendôme, le Louis Alexandre de Bourbon, le Claude Louis Hector de Villars, le duc de Bouillon, le maréchal de Montrevel, le comte d’Evreux et l’évêque d’Angers, Poncet de la Rivière. / L’abbé de Saint-L**. »[188].